# Santiago Correa
Santiago Nicolás Correa Parodi (Montevideo, 27 de julio de 1990) es un exfutbolista uruguayo que jugaba como mediocampista. 
Su último equipo fue Albion FC de la Segunda División de Uruguay.

## Clubes
| Club            | País     | Año       |
| --------------- | -------- | --------- |
| Central Español | Uruguay  | 2011-2016 |
| Rampla Juniors  | Uruguay  | 2016-2018 |
| Sud América     | Uruguay  | 2018-2019 |
| Real España     | Honduras | 2020-2021 |
| Albion          | Uruguay  | 2021-2023 |